# 가와지촌 (나가노현)
가와지촌(일본어: 川路村)은 일본 나가노현 시모이나군에 있던 촌이다. 현재의 이다시에 해당한다.

## 역사
- 1889년 4월 1일 -정촌제 시행에 의해 가와지촌이 단독으로 자치체를 형성하였다.
- 1961년 3월 31일 - 이다시에 편입해, 동일 가와지촌은 폐지되었다.

## 교통

### 철도
- 일본국유철도
  - 이다선

### 도로
- 국도 제151호선

## 참고문헌
- 角川日本地名大辞典 20 長野県